# Cayleyho tabulka
|               | Asociativita | Neutrální prvek | Inverzní prvek | Komutativita |
| ------------- | ------------ | --------------- | -------------- | ------------ |
| Abelova grupa | Ano          | Ano             | Ano            | Ano          |
| Grupa         | Ano          | Ano             | Ano            | Ne           |
| Monoid        | Ano          | Ano             | Ne             | Ne           |
| Pologrupa     | Ano          | Ne              | Ne             | Ne           |
| Lupa          | Ne           | Ano             | Ano            | Ne           |
| Kvazigrupa    | Ne           | Ne              | Ano            | Ne           |
| Grupoid       | Ne           | Ne              | Ne             | Ne           |

Cayleyho tabulka pro dihedrální grupu řádu 8

Cayleyho tabulka je tabulka výsledků binární operace nad konečnou množinou. Ukazuje názorně strukturu dané množiny, používá se tak pro určování, o jakou algebraickou strukturu se jedná. Je pojmenována po britském matematikovi Arthurovi Cayleym.
Cayleyho tabulka pro grupu a násobení je vždy latinským čtvercem.

## Vlastnosti
uzavřenost
Obsahuje-li tabulka pouze prvky z {\displaystyle \mathbb {M} }, množina je uzavřená na dané operaci. Jedná se tedy (minimálně) o konečný grupoid.
asociativita
Vzhledem k tomu, že tabulka ukazuje výsledky pouze pro dva prvky z {\displaystyle \mathbb {M} } a ne pro více, jak by bylo pro dokázání rovnosti {\displaystyle (ab)c=a(bc)} potřeba, nelze z ní samotné přímo určit, zda je daná operace asociativní či ne. Cayleyho tabulka je však základem pro tzv. Lightův test asociativity, který již asociativitu určit dokáže.
neutrální prvek
Má-li nějaký prvek svůj řádek shodný s prvním řádkem tabulky a svůj sloupec shodný s prvním sloupcem tabulky, je neutrálním prvkem.
inverzní prvek
Vzájemně inverzní prvky {\displaystyle a} a {\displaystyle b} mají v místech průsečíků (řádku {\displaystyle a} se sloupcem {\displaystyle b} a sloupce {\displaystyle a} s řádkem {\displaystyle b}) uveden neutrální prvek.
komutativita
Je-li tabulka osově souměrná podle hlavní diagonály, je daná operace komutativní.

## Příklad
Příklad pro grupoid {\displaystyle (\mathbb {M} ;\cdot )}, kde množina {\displaystyle \mathbb {M} =\{-1,1\}}, a {\displaystyle \cdot } je operace násobení.
| ×  | −1 | −1 |
| -- | -- | -- |
| −1 | −1 | −1 |
| −1 | −1 | −1 |